# Lü Yin
|  | Per altres persones anomenades semblant, vegeu Lu Yin |

Lü Yin (呂諲) (712–762), formalment Comte Su de Xuchang (須昌肅伯), va ser un administratiu de la Dinastia Tang xinesa, servint com a canceller durant el regnat de l'Emperador Suzong. Els historiadors sovint el consideren més capaç com un governador regional, més endavant en la seva carrera, que com canceller.

## Abans servint com canceller
Lü Yin va néixer en el 712, al voltant de l'època en què l'Emperador Xuanzong es va convertir en emperador. La seva família era de la Prefectura Pu (蒲州, a grans trets l'actual Yuncheng (Shanxi)) i rastrejaven la seva ascendència fins al clan governant Jiang de Qi durant el període de Primaveres i Tardors. El mateix Lü es deia que era ambiciós i estudiós de jove, però era pobre i no podia mantenir-se. Un home ric de la seva localitat, Cheng Chubin (程楚賔) va quedar impressionat amb el talent de Lü i va creure que algun dia podria ser reeixit, així que Cheng va decidir donar la seva filla a Lü en matrimoni. Després del casament, tant Cheng Chubin com el seu fill Cheng Zhen (程震) van donar suport financer a Lü, permetent a Lü visitar la capital de la Dinastia Tang, Chang'an.
A inicis de l'era Tianbao de l'Emperador Xuanzong (742-756), Lü va aprovar l'examen imperial i va ser fet comissari del Comtat Ningling. L'inspector del circuit, Wei Zhi (韋陟), va quedar impressionat amb el talent de Lü i el va recomanar a servir com inspector adjunt.

## Anotacions
1. ↑  E.g., Nou Llibre de Tang, vol. 140 Arxivat 2008-09-21 a Wayback Machine..
2. ↑  Nou Llibre de Tang, vol. 75 Arxivat 2009-12-19 a Wayback Machine..
3. ↑  Llibre de Tang, vol. 185, part 2 Arxivat 2008-09-17 a Wayback Machine..